# Mujercitas
Mujercitas é uma telenovela mexicana, produzida pela Televisa e exibida em 1962 pelo Telesistema Mexicano.

## Elenco
- Elsa Cárdenas
- Adriana Roel
- Rafael del Río